# Maria Olga de Moraes Sarmento da Silveira
Maria Olga de Moraes Sarmento da Silveira (Setúbal, 26 de mayo de 1881 — Lisboa, 1948) fue una escritora y feminista portuguesa.
Era hija y nieta de militares, pasando parte de su infancia en Elvas, donde se convirtió en amiga de Virgínia Quaresma. Se casó a los 16 años con un médico de la Armada, fallecido poco tiempo después en combate, en Cuamato (Angola).
Estaba estrechamente relacionada con el grupo de intelectuales portugueses, que a inicios del siglo XX, luchó por los derechos civiles, derechos jurídicos y políticos de las mujeres.
Dirigió la publicación Sociedade Futura, que había sido creada en 1902, sucediendo en el cargo a Ana de Castro Osório, que fue una de las principales teóricas de la emancipación femenina.
Fue adherente de la Liga Portuguesa da Paz, cofundando y luego fue su presidenta de su Sección Feminista en 1906.
El 18 de mayo de 1906, pronunció, en la Sociedad de Geografía de Lisboa, una conferencia sobre el Problema Feminista. Viajó también como conferencista a América del Sur, visitando el Brasil, Uruguay, y la Argentina. En Brasil, conoció y tornóse amiga de la escritora Júlia Lopes de Almeida.
Vivió en París durante la Primera Guerra Mundial. Durante más de treinta años fue compañera y pareja de la Baronesa Hélène de Zuylen de Nyevelt, de la familia Rothschild, a la que salvó del Holocausto llevándola a Lisboa y posteriormente a Nueva York. También se dedicó a registrar sus Memórias.
Muy vinculada a su tierra natal, Setúbal, dejó testamentariamente a la Cámara Municipal todos sus bienes, incluyendo su biblioteca personal, y una vasta colección de autógrafos de personalidades de relevo del arte, de la música y de la literatura tanto en tarjetas postales, cartas, libros, y diseños. Este legado es hoy parte del acervo del Museo de Setúbal/Convento de Jesús.

## Algunas obras
- Problema Feminista (1906)
- Mulheres illustres: A Marqueza de Alorna (sua influencia na sociedade portuguesa, 1750-1839) (con prefacio de Teófilo Braga). Editor Livraria Ferreira (1907)
- Arte, Literatura & Viagens (1909)
- A Infanta Dona Maria e a Corte Portuguesa (1909)
- La Patrie Brésilienne (1912)
- Sa Majesté la Reine Amélie de Portugal, Princesse de France (1924)
- Teófilo Braga: Notas e Comentários (1925)
- As Minhas Memórias: Tempo Passado, Tempo Ausente (1948)

## Honores
Condecoraciones recibidas
- Legión de Honor
- Orden de Cristo
- Orden de Santiago de la Espada